# Arenopontia gussoae
Arenopontia gussoae är en kräftdjursart som beskrevs av Cottarelli 1973. Arenopontia gussoae ingår i släktet Arenopontia och familjen Leptopontiidae. Inga underarter finns listade i Catalogue of Life.